# Alexander Lorenz
Alexander Lorenz (* 31. Dezember 1978 in Erbach (Odenwald)) ist ein ehemaliger deutscher Fußballspieler. Er spielte 1997/98 für Eintracht Frankfurt in der 2. Bundesliga.

## Leben und Karriere
Lorenz begann mit dem Fußballspielen bei der SG Mossautal. Als Schüler war er außerdem für den SV Beerfelden und den FC Erbach im Einsatz. Als B-Jugendlicher wechselte er 1994 zu Eintracht Frankfurt, wo er ab 1996 in der zweiten Mannschaft in der Oberliga Hessen eingesetzt wurde. Unter Horst Ehrmantraut wirkte er ab 1997 auch in der ersten Mannschaft mit und kam am 7. Dezember 1997 zu seinem einzigen Einsatz in der 2. Bundesliga, als er im Spiel gegen den FSV Zwickau in der zweiten Halbzeit eingewechselt wurde. Damit trug er zum Gewinn der Zweitliga-Meisterschaft bei. Einen weiteren Einsatz in der ersten Mannschaft hatte er im DFB-Pokal-Achtelfinale gegen den MSV Duisburg, konnte sich aber nicht bei den Profis etablieren.
1999 wechselte er zu Viktoria Aschaffenburg in die Oberliga Hessen. Nach nur einer Saison ging er im Sommer 2000 zum SV Darmstadt 98, der sich für die damals drittklassige Regionalliga Süd, die erstmals in nur zwei Staffeln ausgespielt wurde, qualifiziert hatte. In Darmstadt kam er außerdem zu einem weiteren Einsatz im DFB-Pokal. 2002 wechselte er innerhalb der Regionalliga zu Kickers Offenbach. Es folgten weitere niederklassige Stationen als Spieler im südlichen Hessen sowie als Trainer bei der TSG Mainflingen und bei Germania Ober-Roden.